# Лантахарий
Лантахарий (Лантахар; лат. Lantacharius, нем. Lantachar; погиб в 548) — франкский герцог (лат. dux), возможно, имевший алеманнское происхождение.

## Биография
Единственный средневековый исторический источник, сообщающий о Лантахаре — «Хроника» Мария Аваншского. В ней сообщается об участии в 548 году в сражении с византийцами «вождя франков» Лантахария и о его смерти от полученных в битве ран.
Современные историки рассматривают Лантахария как одного из алеманнских вождей, при Теодеберте I признавших над собой верховную власть короля франков. На основании упоминания Лантахария в труде Мария предполагается, что власть того распространялась, в том числе, и на территории Аваншской епархии. Следующим после Лантахария известным правителем алеманнов был герцог Букцелен.